# Emberiza yessoensis
Emberiza yessoensis là một loài chim trong họ Emberizidae.